# Melitaea sarvistana
Melitaea sarvistana är en fjärilsart som beskrevs av Edward P. Wiltshire 1941. Melitaea sarvistana ingår i släktet Melitaea och familjen praktfjärilar. Inga underarter finns listade i Catalogue of Life.